# Thelotrema scabiomarginatum
Thelotrema scabiomarginatum är en lavart som beskrevs av Hale 1981. Thelotrema scabiomarginatum ingår i släktet Thelotrema och familjen Thelotremataceae.   Inga underarter finns listade i Catalogue of Life.